# コピーライター
コピーライター (英: copywriter) とは、広告の文案を作成する人、職業。新聞・雑誌・ポスターなどのグラフィック広告、テレビ広告、ラジオ広告、ウェブサイトやバナー広告などに使用する文言（キャッチコピー）などがある。広告文案家。広告主の意図に沿った文案を作成する必要があり、広告全般に関する広い知識と文学的センスの両方が要求される。

## 歴史
米国広告業界最初のクリエーティブは、ジョン・E・パワーズというフリーランスのコピーライターといわれている（「アドエージ」誌）。1880年、米国のデパート王ジョン・ワナメイカーはライバル企業の広告を書いていたジョン・E・パワーズを自社に引き抜き、パワーズはコピーライターとして19世紀に終わりごろ一気に有名になった。
パワーズの活躍を受けて、同じくコピーライターだったチャールズ・オースチン・ベイツはフリーランスをやめクリエーティブ代理店を設立し、業界誌「プリンターズインク」を創刊した。コピーにアート面の要素も含めた広告クリエーティブの先駆者としてはアーネスト・エルモ・カルキンズが知られている。ベイツ社に勤めていたカルキンズはそれまで広告主が行っていた広告のアートも広告代理店が引き受けることを主張して社の方針と対立。ベイツ社から独立したカルキンズはラルフ・ホーデンとともにカルキンズ&ホールデン広告代理店を設立し現代的な広告クリエーティブを誕生させた。
近年では、キャッチフレーズを書くだけではなく、商品のネーミング、商品開発やコンセプト策定、企画書づくり、映画やドラマの脚本などにも携わるコピーライターが多数登場し、その仕事の幅は広がり続けている。また、ただうまい表現をするだけでなく、効果的な表現に到達するまでのロジックを構築することがコピーライターの重要なスキルであり、センスや閃きよりも、コピーライティングにおける原理原則に基づいた思考ができることが求められる。

## コピーライティングと企業間の契約事項
企業にとっては、コピーライターは会社売り上げの鍵となる人物で、コピーライターの作業そのものが企業秘密になるケースが多く、守秘義務契約によって情報公開に制限をかけるケースが多い。コピーライターが競合会社に雇われるとノウハウが流出する可能性があるため、契約の際はコピーライターが競合他社の作業に関与できないようにするのが業界の常識である。
ただ、契約に関しては、企業に所属をしているコピーライターと、フリーランスで活動をしているコピーライターでも違いがある。

## コピーライターに求められる力
広告会社とクライアントの間には、受発注の関係があり、クライアント企業はマーケティング活動の一環として広告に取り組んでいる。その広告の中の一部分がクリエイティブであり、さらにその一部分がコピーという構造になる。すなわち、コピーライティングには自己表現が求められるのではなく、あくまでもクライアントワークであり、クライアントのマーケティング戦略から課題を理解をし、コピーを書くことが求められる。
よく自己表現をするアーティストのように広告のクリエイターが捉えられることもあるが、上記の通り、根本は異なる。表現の力だけを高めても、コピーライターになれるわけではなく、広告ビジネス自体の理解が必要になる。つまり、才能に左右されるということより、コピーライターとしての職能があり、実務と実践訓練の中でその力を高めていくことが重要である。広告業界においては、自社内で徒弟制のもとコピーライターを育成することが多かったが、宣伝会議のコピーライター養成講座のような専門的な育成機関に通い、腕を磨くことも増えている。